# 西宮市鳴尾浜臨海公園野球場
西宮市鳴尾浜臨海公園野球場（にしのみやしなるおはまりんかいこうえんやきゅうじょう）は、兵庫県西宮市の鳴尾浜臨海公園北地区にある野球場。
硬式・軟式、アマチュア野球、甲子園球場の南東にあり春・夏高校野球の地区大会や練習会場に使用される。
通りをはさんだ南側に阪神タイガース（ファーム）本拠地タイガース・デン（阪神鳴尾浜球場）がある。

## 施設概要
- 面積：14,650㎡[1]
- 内野：土 外野：天然芝[1]
- 両翼：91.25m 中堅：120m[1]
- 収容人員：約1,000人
- 照明：あり
- スコアボード：電光掲示板(その他はパネル式)

## 交通アクセス
- 阪神電鉄「甲子園駅」からバス15分　阪神バス鳴尾浜行き乗車、県立総合体育館前下車[1]